# Лефортовский переулок
Лефо́ртовский переу́лок — улица в центре Москвы в Басманном районе между Плетешковским переулком и Бауманской улицей.

## Происхождение названия
Название получил по историческому району Лефортово и Лефортовской солдатской слободе, располагавшихся по обоим берегам Яузы между Дворцовым (ныне Лефортовский мост) и Госпитальным мостами. Франц Яковлевич Лефорт (1655—1699), выходец из Швейцарии — сподвижник Петра I, адмирал. Командовал полком, расквартированном в этом районе.

## Описание
Лефортовский переулок начинается от Плетешковского, проходит на восток параллельно Аптекарскому и выходит на Бауманскую улицу напротив Посланникова переулка.

## Здания и сооружения
По нечётной стороне:
По чётной стороне:
- № 8/10 — школа № 354 им. Д. М. Карбышева (с углубленным изучением биологии и математики);
- № 8, строение 1 — Собор Николая Чудотворца Свято-Никольской старообрядческой общины (1911—1912, архитектор Н. Г. Мартьянов), филиал «Лефортово» РХТУ имени Д. И. Менделеева, библиотека при РХТУ им. Менделеева, журнал «Химия и жизнь — XXI век»; ныне — мультиформатное пространство студенческих отрядов «СО.Здание».

## Транспорт
По переулку маршруты наземного транспорта не проходят. Ближайшие остановки расположены на Бауманской улице, где проходят трамваи Б, 37, 45, 50, автобусы 425, 440.